# Feldbuchhandel
Feldbuchhandel oder auch Frontbuchhandel bezeichnet Einrichtungen des deutschen Heeres während des Ersten beziehungsweise der Wehrmacht während des Zweiten Weltkriegs zur Versorgung der Truppen in den von Deutschen besetzten Gebieten mit Büchern und Presseerzeugnissen. 
Im Ersten Weltkrieg wurde die Versorgung mit Lesestoff und Schreibwaren durch Einrichtung von Feldbuchhandlungen und mobilen Kriegsbibliotheken von Privatunternehmen (Bahnhofsbuchhandel, zum Beispiel der Buchhändler Georg Stilke) übernommen bzw. von militärischen Stellen organisiert.
Einige Verlage wie zum Beispiel Reclam, Insel und Ullstein produzierten in der Ausstattung speziell für die Erfordernisse des Feldbuchhandels angepasste Buchreihen, die Feldpostausgaben oder auch Feldausgaben. Dabei handelte es sich vorwiegend um Unterhaltungsliteratur in kleinformatigen Ausgaben und auf besonders leichtem Papier.
Auf Initiative des Kriegsministeriums wurden 1916 in Verbindung mit dem Börsenverein des Deutschen Buchhandels, dem Verein der Zeitungsverleger und dem Deutschen Verlegerverein die Verbindlichen Leitsätze für die Einrichtung von Buchhandlungen auf dem Kriegsschauplatz zur Befriedigung der Truppen mit Lesestoff erlassen, welche die organisatorischen und logistischen Belange des Feldbuchhandels regelten.
Zu Beginn des Zweiten Weltkriegs wurde in Berlin die Zentrale der Frontbuchhandlungen gegründet, die Aufbau und Organisation der Frontbuchhandlungen übernahm. Dabei handelte es sich entweder um mobile Buchhandlungen in entsprechend umgebauten Reisebussen oder um stationäre Buchverkaufsstellen. Betreut wurden die Frontbuchhandlungen von Wehrmachtsangehörigen. Die Bücher wurden von den Verlagen nicht direkt an die Buchhandlungen, sondern an die Berliner Zentrale geliefert, die sie dann weiter verteilte.